# Нехаммер, Карл
Карл Нехаммер (нем. Karl Nehammer; род. 18 октября 1972, Вена, Австрия) — австрийский политический и государственный деятель, лидер Австрийской народной партии. Федеральный канцлер Австрии с 6 декабря 2021 по 10 января 2025 года. Министр внутренних дел Австрии с 7 января 2020 по 6 декабря 2021 года. Член Национального совета с 2017 по 2020 год.

## Биография
Родился 18 октября 1972 года в Вене. Учился в Кальксбургском колледже и гимназии Amerlingstrasse, которую окончил в 1992 году. Служил вольноопределяющимся, продлил службу до 1996 года. В 1997 году уволился в звании лейтенанта. Работал преподавателем-тренером офицеров по вопросам информации в Федеральном министерстве обороны и тренером по стратегической коммуникации в различных учреждениях, таких как Институт профессиональной подготовки и Политическая академия Австрийской народной партии. В 2012 году окончил двухлетний курс по политической коммуникации в Дунайском университете Кремса, получив степень магистра наук.

## Карьера
В 2007 году начал работу в штабе Австрийской народной партии. Был руководителем отдела по обслуживанию и мобилизации в штабе партии с 2007 по 2008 год, впоследствии — руководителем отдела по обучению и нетворкингу в партийной академии с 2008 по 2009 год. Стал директором партийной академии в Нижней Австрии. В октябре 2015 года назначен заместителем генерального секретаря Австрийской федерации рабочих (Österreichischer Arbeitnehmerinnen- und Arbeitnehmerbund, ÖAAB), с апреля 2016 по январь 2018 года — Генеральный секретарь.
Во время избирательной кампании на президентских выборах 2016 года был менеджером кандидата от АНП Андреаса Коля, набравшего 11 %.
В ноябре 2016 года избран председателем венской ячейки ÖAAB. С апреля 2017 года — глава АНП в округе Вена-Гитцинг.
На парламентских выборах 2017 года баллотировался от венского округа и вошел в парламент. При формировании правительства участвовал в переговорах АНП в сфере обороны. Его избрали замглавы парламентской фракции АНП и назначили спикером. В январе 2018 года стал генеральным секретарем Австрийской народной партии, сменив на должности Элизабет Кестингер и Стефана Штайнера, в сентябре 2018 года заменил Эфгани Донмез в должности представителя по вопросам интеграции и миграции.
На парламентских выборах 2019 года баллотировался под № 5 окружного списка и № 11 федерального списка АНП. В коалиционных переговорах участвовал в обсуждении тем Европы, миграции, интеграции и безопасности .
Министр внутренних дел Австрии с 7 января 2020 года по 6 декабря 2021 года.
После того как Себастьян Курц объявил о завершении политической карьеры и канцлер Александер Шалленберг заявил о своей отставке, президиум Австрийской народной партии назначил Карла Нехаммера председателем партии и номинировал на должность Федерального канцлера Австрии. Его назначение как лидера АНП должен утвердить съезд партии. 6 декабря 2021 года президент Александр ван дер Беллен принял присягу Нехаммера в качестве канцлера.
4 января 2025 года Нехаммер записал обращение, где сообщил, что переговоры по созданию правительства с социал-демократами провалились, и что в такой ситуации АНП «не может ни работать в парламенте, ни работать над партийной программой». Он также заявил, что сложит с себя полномочия канцлера Австрии и главы АНП в ближайшие дни.

## Личная жизнь
Женат на Катарине Нехаммер, пресс-секретаре бывшего министра внутренних дел Вольфганга Соботки. У супругов двое детей.